# Jorge Videla
Jorge Rafael Videla, född 2 augusti 1925 i Mercedes, provinsen Buenos Aires, död 17 maj 2013 i Marcos Paz, provinsen Buenos Aires, var en argentinsk militär och de facto Argentinas president 1976–1981 som den förste ledaren för den argentinska militärjuntan 1976–1983.

## Politisk karriär
Videla grep makten genom militärkuppen den 24 mars 1976 då den folkvalda presidenten Isabel Perón avsattes och en militärjunta etablerades. Han övertog själv formellt presidentämbetet den 29 mars, något som efter juntans fall retroaktivt ogiltigförklarades.
Videla avgick efter påtryckningar 1981 sedan han trots massiva terrorkampanjer och ekonomiska vitaliseringsprogram inte lyckats tysta oppositionen eller hindra den ekonomiska krisen. Under hans regeringstid uppskattas 20 000 till 30 000 argentinare, främst ungdomar, peronister och vänstersympatisörer ha försvunnit under det så kallade smutsiga kriget. Han arresterades då demokratin återinförts 1983, året efter förlusten mot Storbritannien i Falklandskriget, och han dömdes två år senare till livstids fängelse. Han benådades 1990 men dömdes åter den 22 december 2010 till livstids fängelse. Den 17 maj 2013 avled han under avtjänandet av sitt fängelsestraff.